# Ana Pavlova
Ana Matvejevna Pavlova (rusko Анна Матвеевна Павлова), znana tudi kot Ana Pavlovna Pavlova (Анна Павловна Павлова), ruska balerina in primabalerina, * 31. januar 1881, Sankt Peterburg, Rusija, † 23. januar 1931, Haag, Nizozemska.
Ana je bila šibek in prezgodaj rojen otrok. Živela je z ovdovelo materjo, ki jo je za deveti rojstni dan odpeljala v Marijino gledališče na baletno prestavo Trnjulčica. Pavlova je takoj vedela, da hoče postati balerina. Čez dve leti se je vpisala v baletno šolo na Gledališki ulici. Ob pomoči genialnega učitelja Cecchettija je trdo delala in krepila svoje telo. Petnajstletna je preplesala svet, najprej v skupini Sergeja Djagileva, potem pa samostojno. Umrla je med poslovilno turnejo na Nizozemskem, zaradi pljučnice, stara 49 let. Pokopana je na moskovskem pokopališču Novodeviči.
Ana Pavlova je upravičeno dobila naziv najboljše svetovne balerine vseh časov. Njena življenjska vloga je bila "umirajoči labod". Ta solo je samo zanjo napisal koreograf Mihail Fokin.
Po njej je bila poimenovana tudi slaščica Pavlova, ki je značilna predvsem v Avstraliji in na Novi Zelandiji.